# Antisana
Antisana – stratowulkan w północnych Andach, w Ekwadorze. Jest czwartym pod względem wysokości wulkanem w Ekwadorze. Leży 50 km od stolicy – Quito w Parku Narodowym Antisana. Jest jednym z najtrudniejszych szczytów wspinaczkowych w ekwadorskich Andach.
Pierwszego wejścia na szczyt dokonali Edward Whymper, Jean-Antoine Carrel i Louis Carrel 9 marca 1880 r.

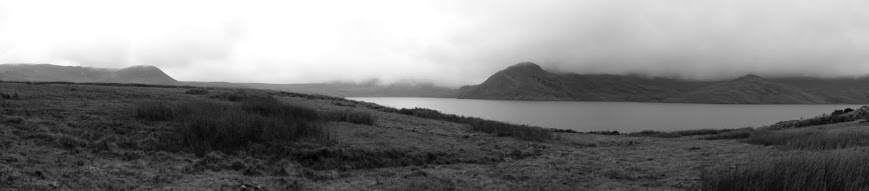
Antisana

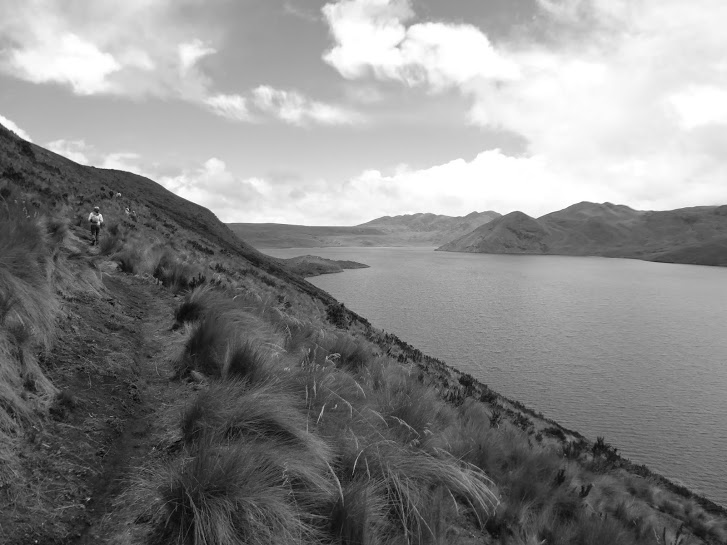
Antisana